# Zornia sericea
Zornia sericea är en ärtväxtart som beskrevs av Stefano Moricand. Zornia sericea ingår i släktet Zornia och familjen ärtväxter. Inga underarter finns listade i Catalogue of Life.